# Rodrigo Artilheiro
Rodrigo Castro Artilheiro (ur. 6 kwietnia 1979) – brazylijski zapaśnik walczący w stylu klasycznym. Zajął 24 miejsce na mistrzostwach świata w 2009. Czwarty na igrzyskach panamerykańskich w 2003. Zdobył brązowy medal mistrzostw panamerykańskich w 2008. Trzeci na plażowych MŚ w 2009 roku.